# Indijanci
Indijanci su zajednički naziv za prastanovnike Amerike, raznorazne narode mongoloidnog izgleda raširene od arktičke Kanade i Aljaske do Ognjene zemlje (Tierra del Fuego) u Čileu i Argentini. Međusobno se razlikuju po jezicima, kulturi i fizičkom izgledu. Većinom su to bila lovačko-sakupljačka društva kao Nambikwara i Ges iz Brazila i Shoshoni iz Kalifornije i Nevade. Neki su bili ribari (Indijanci Chinook iz države Washington ili Alacaluf, Yahgan i Guato) iz Južne Amerike. U njihove najrazvijenije narode koji su uspjeli podići visokorazvijene civilizacije spadaju narodi Olmeka, Tolteka, Maja i Asteka) iz Meksika te Inka iz Perua. 
Danas su mnogi smješteni po rezervatima, osobito u Kanadi, Sjedinjenim Državama i Brazilu. Prvi se put spominju otkrićem Amerike 1492. godine (Kristofor Kolumbo). 
Suvremeni Indijanci službeno su kršćani ali se drže i domorodačkih vjerovanja. Govore vlastitim jezicima a uz njih i engleskim, španjolskim, portugalskim, francuskim ili nizozemskim. Najrasprostranjeniji indijanski jezik je kečuanski (jezik starih Inka) kojim danas govori oko 10 000 000 ljudi. U SAD-u su pod imenom Native Americans, a u Kanadi pod imenom First Nations zajedno pobrojeni Indijanci i Eskimi. U podacima o Grenlandu misli se na Eskime. Domorodačko stanovništvo posve je izumrlo (radi bolesti, ropstva i ubojstava) na području današnjih karipskih država (Antigva i Barbuda, Bahami, Barbados, Kuba, Dominika, Dominikanska Republika, Grenada, Haiti, Jamajka, Portoriko, Sveti Kristofor i Nevis, Sveta Lucija, Sveti Vincent i Grenadini, Trinidad i Tobago). Domoroci su sasvim iščezli i u Urugvaju i u velikim dijelovima Argentine (Patagonija, Ognjena zemlja).
Nepoznato je koliko je Indijanaca živjelo na američkom kontinentu u trenutku Kolumbova dolaska. Procjene se kreću od manje od 10 000 000 do više od 100 000 000.

## Ime
Ime su dobili po Indiji jer se mislilo da se radi o obali Indije, a ne o novootkrivenom kontinentu Americi. Amerikanci ih u novije vrijeme (službeno) više ne nazivaju Indians nego Native Americans, američkim domorocima. Nazivi Redskins ili Peaux-Rouges, odnosno Crvenokošci, podrugljivi su. U Kanadi se danas često nazivaju i prvim narodom, odnosno prvim narodima, ili skraćeno FN, od First Nation.

## Klasifikacija
Indijanska plemena obično se klasificiraju prema jezičnim porodicama. Osobit doprinos dali su u ovome poslu Alexander F. Chamberlain, John Wesley Powell (1892; 58 porodica u Sjevernoj Americi), Benjamin Lee Whorf, Paul Rivet, A. L. Kroeber, Edward Sapir, Terrence Kaufman (1990).

## Gospodarstvo
Indijanci su, često se kaže, djeca prirode. Ovisni su o njoj i žive u skladu s njezinim zakonima. Na cijelom području od Aljaske do Tierra del Fuego (Ognjena Zemlja) nema nijednog zabilježenog slučaja da su ugrozili prirodu na neki način. Bogata mitologija američkih Indijanaca uči nas koliko oni poštuju zemlju. Ona nije ničije vlasništvo, a mi smo je samo iznajmili dok živimo na njoj. Veliki duh ustupio nam je zemlju kao i biljkama i našoj braći životinjama. 
Ipak da bi čovjek mogao preživjeti mora se hraniti i napraviti sebi zaklon. On zato moli i traži oprost, moli duha stabla, medvjeda ili bizona da mu oprosti što ga mora ubiti. Zato Indijanac ubija samo onoliko koliko mu je potrebno da bi preživio. Indijanci u svojim mitovima poznaju mnoge heroje kulture koji su ih naučili napraviti oružje, oruđe i naučili ih lovu, ribolovu, obradi tla i kako treba postupati prema prirodi. Ako bi lovac ulovio više nego što mu je potrebno, ili nije zahvalio životinji što mu je ona dopustila da je ubije, on više nikada neće imati sreće u lovu. 
Indijanac može uloviti životinju samo ako mu to ona dozvoli. I životinje i ljudi imaju svoje zaštitnike, njihova pravila moraju se poštovati. Naseljavanjem bijelog čovjeka u Americi dolazi do naglog uništavanja prirode. Indijanac je odmah uočio kako on loše djeluje na prirodu. Ruše se šume, istrebljuju životinje, truju rijeke. Prvo pismo upozorenja uništavanja majke zemlje poslao je američkom predsjedniku legendarni indijanski poglavica Seattle. I dan-danas Indijanci na području brazilskih prašuma prosvjeduju kod vlade protiv uništavanja kišnih šuma, a slično i danas sjevernoamerički Indijanci neprekidno upozoravaju vlasti da se sačuva svijet divljine koji se nemilice uništava. Odjeka od onih koji su u stanju nešto poduzeti nema. Visokocivilizirani narodi izgleda nisu još dostigli stupanj svijesti američkog 'divljaka', kako ih oni vole nazivati. 

### Lov i ribolov
Lov je jedna od osnovnih djelatnosti takozvanih 'primitivnih' naroda, nalazimo ga od vremena pojave čovjeka. Kamen i toljaga bili su glavno oružje koje se koristilo u lovu. Nekome od naših predaka palo je na pamet da nađeni kamen prilagodi i umjetnom obradom dobije od ivera nož ili da od obla kamena dobije mlat privezavši ga žilama ili kožnim trakama za drveni nastavak. Kroz povijest američkih domorodaca, još od vremena postojanja mamuta, možemo pratiti razvoj oružja američkog domoroca. Koplje, luk i strijela, tomahawk, atl-atl, puhaljka (serbatana), bola i praćka oružja su koja se javljaju u raznim krajevima Amerike. Većini društava kod Indijanaca lov je bio glavno ili jedno od najvažnijih zanimanja. Nijedno društvo nije bilo isključivo lovačko. Ne smijemo zaboraviti da Indijancima dugujemo neke od najvažnijih kultura bez kojih danas ne možemo, to su krumpir (kojega smo dobili od Inka), rajčica, grah, kukuruz i zloglasni duhan, kojime kao da su nam se osvetili za sve nepravde koje su im nanesene. Bizon je bio glavna lovina prerijskih Indijanaca, a lovio se lukom i strijelom i kopljima. Bizonovo meso Indijanci su znali konzervirati uz pomoć nekih začina i ovu smjesu čuvati u kožnim vrećicama poznatim kao parfleche. Ovakvu hranu Indijanac je nosio sa sobom prilikom dužeg odsustva. Meso je ipak u većini slučajeva nadopunjavalo biljnu hranu koje su žene pribavljale sakupljanjem ili uzgojem. Sjeverna Amerika bogata je i drugom divljači, to su jeleni, sobovi i losovi, medvjedi, ali i manja divljač, rakun, zec, dabar, vidra i ptice. 
Kože i krzna bile su im potrebne za izradu odjeće, obuće, pokrivače. Neke grupe Indijanaca, osobito u hladnim predjelima živjela su uglavnom od životinjskog mesa, ali ta su plemena uz lovačko zanimanje imala i razvijen ribolov. U Južnoj Americi u područjima kišnih šuma (selvasa), lov je također jedna od važnijih aktivnosti Indijanca, i ovdje on dopunjava svoj "stol" biljnim proizvodima oko kojih se staraju žene. Glavna su lovina ovih Indijanaca, ne računajući i značajno ribarstvo, tapir, majmuni, ptice, kornjače i druga divljač. Luk i strijela i puhaljka glavna su im oružja. Što se strijele tiče ima ih više vrsta, onih koje služe za lov na krupnu divljač, s oštrim vrhom, strijele s tupastim vrhom kojima se love ptice. Strijela koja se koristi u ribolovu ima pilasti oblik. Otrov, posebno kurare, Indijanci su koristili prilikom lova na veću divljač. Otrov timbu Indijanci bi bacali u rijeku i kada riba ispliva jednostavno bi je pokupili. 
U pustinjskim i polupustinjskim predjelima siromašnih izvorima hrane, Indijanci bi se organizirali po malenim skupinama koje su se lakše mogle prehraniti, ovo osobito vrijedi za sjevernoamerička plemena Zapadnih Šošona, kod brazilskih Nambikwara, ili kod čileanskih Alacalufa koji su živjeli od ribe i sakupljanja priobalnih životinja. 

### Poljoprivreda i sakupljanje
Poljoprivreda i sakupljanje također su značajni za opstanak ovih Indijanaca. Neka plemena kao što su Muskogee, Seminole, Irokezi, kao i Quechua i Maya Indijanaca imala su veoma razvijenu poljoprivredu. Kod Maya postojao je sistem 'milpa', u Quechua se zemlja obrađivala po sistemu 'ayllu'. Ne treba zanemariti ni polja Indijanaca u bazenu Amazone, koji su znali i smrtonosno otrovne biljke naročitim postupkom pretvoriti u hranu.
To je naravno manioka, čak se i njezin otrov (cijanovodična kiselina) nije bacao nego su od njega kuhanjem pravili začin. Polja ovih plemena iz Amazonije, putopisci redovito opisuju kao veoma čista, bez korova koji bi u europskim njivama rastao po njima. Sakupljanje je prisutno svugdje gdje je prilika da se ima što sakupljati. Indijanci su sakupljali i divlje bilje, divlje plodove, gljive, sjemenke, ličinke, razne insekte (kukce) i ostalo. Na sakupljanju osobiti prosperitet imala su kalifornijska plemena čija je zemlja obilovala žirom i divljim kestenom, od čega su Indijanci Pomo, Miwok, Karok i drugi proizvodili pogačice, i prema Evi Lips, bili veoma ugojeni. I Chippewa i Menominee Indijanci sakupljali su divlju vodenu rižu, po rižinim jezerima u Wisconsinu i Minnesoti. Ova plemena Lipsova ne naziva sakupljačima nego "narodima žeteoci", jer se ovdje nije trebalo puno truditi da bi se napunile pune torbe, svojim bogatstvom priroda je hranom opskrbljivala plemena Kalifornije i Velikih jezera. 
Sakupljanje je ipak plemenima Zapadnih Šošona gotovo jedini način da prežive. Škrta priroda nudila im je tek ono što pustinja može ponuditi. Ipak oni nisu nestali s tog područja i živjeli su od njenih darova sve do zatvaranja u rezervate.

## Život i običaji
Indijanci se međusobno razlikuju jedni od drugih izgledom i običajima. Zemljopisno-klimatski uvjeti, glavni su čimbenik sličnosti njihovih kultura, odnosno pripadnosti nekom kulturnom pojasu.  

### Klan, pleme i konfederacija
Institucije i obrasce kulture koje nalazimo kod Indijanaca obiju Amerika, nalazimo širom svijeta. Klan i pleme, tajna društva, parnu kupelj, tabu ili matrifokalnost i drugo nalazimo po raznim dijelovima zemlje. Institucije klanova nalazimo i u Africi, i u Australiji, Amerikama, kao i u Škotskoj. Kod Planinskih Škota što su iz Irske emigrirali oko 375. i koji su zamijenili Pikte, klan označava obitelj s istim imenom (prezime), u stara vremena on nije bio prisutan u nizinskom području. Nalazimo ga kod snažnih i velikih plemena (septova), nezavisnih i često u ratu jedni protiv drugih. 
Kod Indijanaca je klan sastavni dio dualnih polovica, obično dvije, koje se najčešće označavaju pojmom fratrija ili bratstvo. Polutke, ili dualne polovice su suparničke, i one su najčešće egzogamne upravo kao i klanovi od kojih su sačinjene. Od ove uobičajene podjele plemena odudaraju neke grupe kao što su Delaware Indijanci, podijeljeni na nešto što Morgan naziva "praklanovima", Took-seat ("round paw", "wolf"), Pokekooungo ("crawling", "turtle") i Pullaook ("non-chewing", "turkey"), što je postalo sinonim za 3 grane Delawara: Munsee, Unami, i Unalachtigo. One imaju svoje totemske ambleme i za Brintona one nisu klanovi. Morganovi 'praklanovi' Delavaraca podijeljeni su na 12 klanova, od kojih su u njegovo doba Kornjačama (Turtle) dva klana izumrla. Slična odudaranja od klasičnih dualnih organizacija kod Indijanaca nalazimo i u Južnoj Americi. Kod proslavljene irokeške konfederacije, labavog saveza plemena, labavog jer su u svemu bili neovisni što se nije ticalo općeg dobra, znači konfederacije, "sachemi" su birani uvijek iz istih klanova, i uvijek jednaki broj, koji stupanjem na dužnost, prima titulu, koja mu automatski postaje i osobno ime. Od svih rangiranih sachema dva su mjesta uvijek ostajala nepopunjavana, ali se ponašalo kao da oni tamo sjede. To su sachemski položaji Hiawathe i Deganawide, osnivača saveza "Duge kuće" koji su ujedinili pet naroda i iskorijenili kanibalizam. 
Dualnu polovicu nalazimo kako je rečeno na oba američka kontinenta. Kod Boróro Indijanaca, postoji osnovna podjela na ove dvije glavne fratrije podijeljenih svaka na po 4 klana. Članovi klanova prema oznakama na "ba" navlakama za ud, napravljenih od lišća palme babassu, odmah znaju kojem klanu pripada, ona je u obliku grba. Bororoi su matrilinearni kao i Irokezi, a kod Boróroa ženidba je zabranjena unutar 4 klana jedne polovice. Dječak nakon obreda inicijacije napuštaju majčinu kuću i postaju muškarci. Tada oni prvi puta dobivaju labrete (usneni nakit) i spomenuti "ba", kojega su izgleda proizvodile žene. Kružni oblik sela još je jedan vid kulture raširen među mnogim Indijancima, kao takvog nalazimo ga i kod Kiowa i Siouxa i drugih prerijskih plemena, ali i na mnogim mjestima u južnoj Americi kao što su Gé Indijanci i kod Boróroa, ali ga nema na nekim mjestima kao na sjeveru kod raznih Arawaka, gdje se selo sastoji od jedne ili dvije velike komunalne kuće, strmih krovova.  
Boróro selo dijeli se na polovice Cera (Ečeráe; oblik množine) i Tugare, a što je dobro opisao Lévi-Strauss. Cera je sjeverna polutka, a nasuprot je Tugare. Klanovi Cere raspoređeni su po kućama s istoka na zapad (prema Albisettiju) i teku redom badegeba cobugiwu ili gornje poglavice, bokodori (veliki tatu), ki (ili kíe u Enciklopediji Bororo) odnosno tapir, i badegeba cebegiwu (donje poglavice). Prema mitu polutka tugare prepustila je polutki cera da daju poglavice, što Lévi-Strauss i proučava analizirajući mit o junaku Baitigogou. Na drugu stranu kod polovice tugare idu sa zapada na istok i to redom iwaguddu (ptica gralha azul ili plava ptica; Uroleuca cristatella), arore (gusjenica), apiboré (palma acuri; Attalea speciosa) i paiwoé ili paiwé (guariba-majmun; Alouatta sp.). 
Slične običaje zabrane ženidbe unutar klana nalazimo kod matrilineatnog Kamilaroi plemena s rijeke Darling u Australiji, koji imaju 6 klanova ali i posebnu podjelu na 4 muške i 4 ženske klase, a stanje je sljedeće: Muška ženidbena klasa Ipai može tražiti partnera samo u ženskoj klasi Kapota, dalje imamo Kumbo s Mata, Muri s Buta i Kubi s Ipata. Ovo su ženidbene klase i nisu klanovi, osam klanova Kamilaroa su Duli (iguana), Murira ili klokan, Nemi ili oposum, Dinoun ili emu, Bilba ili bandikut i Nurai ili crna zmija. I unutar Iroquois konfederacije iz New Yorka, pa uključujući i Tuscarora Indijance, sva plemena osim Mohawka i Oneida bijahu razdijeljena na dvije fratrije. Kod Mohawka i Oneida fratriju ne nalazimo, nego nešto slično što smo vidjeli kod Delawaraca. Kod meksičkih Asteka iz doba Tenochtitlana i konkviste grad je bio podijeljen na 4 zasebna dijela. Oni su imali različitu nošnju, posebne zastave i u rat su išli kao odvojene grupacije. Na ovaj su se način Asteci odmah razlikovali. Kod Tlaxcalteca, njihovih neprijatelja, nalazimo vjerojatno identičnu situaciju. U rat se išlo po "bratstvima" ili "plemenima", što nije utvrđeno, a svako je imalo posebnu nošnju i zastavu. Isto su vjerojatno razmišljali i Bororo Indijanci koji su klansku pripadnost obilježavali navlakama za ud, ali i po peruškama za strijele u obliku grba. Ukradena stvar odmah bi bila otkrivena jer je svaki klan imao različite grbove.

### Konfederacije
Vječiti ratovi i opasnosti od uvijek mogućih napada, poznatih ili nepoznatih plemena ili pljačkaških bandi, tjerala su ova plemena u saveze. To su bile konfederacije. U Sjevernoj Americi nalazimo konfederacije osobito istočno od Mississippija. Tako imamo da su 'plemena'  u stvari konfederacije, to su u Atlantskom primorju i zaleđu (Sjeveroistočne Velike šume): Powhatan, Nanticoke, Metoac, Iroquois, Abenaki, Pennacook, Wappinger, Wampanoag, Narragansett i još neki. Na Jugoistoku kod ratarskih plemena Muskhogean nalazimo konfederaciju Creek, zapadno od njih 3 kadojske konfederacije: Kadohadacho, Hasinai i Natchitoches. I njihov izdanak Crni Poni (Black Pawnee ili Arikara) bili su konfederacija. Pawnee su bili konfederacija od 4 bande. Na preriji neprijatelji Pawneeja, konfederacija su bili Sioux Indijanci, i njima zapadni Indijanci Blackfoot. Na krajnjem zapadu uz Pacifičku obalu nalazimo na 22 plemena Nootka od kojih je konfederacija bila poznata kao Aht. Savezna plemena bila su zastupana od svojih poglavica na plemenskim vijećima, a o svemu lokalnom odlučivali su sami. Nelojalnost konfederaciji povlačila je konzekvence. Tako su Oneida Indijanci, iz saveza Irokeza, morali biti preseljeni čak u Wisconsin, što je američka vlada i učinila, kako bi ih spasila osvete veoma zloglasnih irokeških ratnika. Konfederacija Iroquois, nije imala saveznika. Bili su u ratu sa svim ostalim Indijancima njima nesrodnim, ali i u ratu sa svim irokeškim plemenima, koja nisu bila u savezu s njima. Zbog ovoga su i stradali gotovo svi irokeški narodi što su ih okruživali, osim Cherokeeja koji su živjeli predaleko na jugu, a i previše moćni. Irokeze su na jugu zaustavila tek snažna plemena Čerokija i Catawba,  na sjeveru ratoborna plemena saveza Abenaka, a napose borbeni Sokoki, čija je povijest jedan dugački rat, a jedini saveznici njihovi prijatelji Francuzi.

### Kanibalizam
Pripadnost jednoj etnolingvističkoj skupini ne znači da imaju i sličnu materijalnu kulturu, ona je vjerojatno uvijek uvjetovana prilikama u kojima žive. Na Sjeverozapadnoj obali u zemlji Indijanaca Kwakiutl, Nootka, Tlingit, Tsimshian Bella Coola, Haida, Quileute, Skokomish, Chinook i Coast Salish, pa i južnije, u zemlji što je naseljavaju Indijanci iz Oregona i Kalifornije: Coos, Alsea, Yaquina, Tututni, Karok, Wiyot i Yurok, govorimo o kulturi Sjeverozapadne obale. 
Plemena ovih Indijanaca pripadaju u desetak etnolingvističkih porodica koja su razvila jednu vrst kulture. To je kultura orijentirana moru i kanuima. Riba ima veliku ulogu u njihovoj prehrani, i bili su dovoljno bogati, da si mogu priuštiti bogatiji društveni život, razviti umjetnost u drvorezbarstvu, tkanju, pa i da budu oholi u svojim ceremonijama potlatcha, u kojima se nemilice trošilo, dijelilo i uništavalo bogatstvo, i na taj si način priskrbio ugled. Što je priroda bila darežljivija, ovi su ljudi uspjeli izgraditi bogatije društvo. Haide, Tsimshiani, Kwakiutli i Nootke, spadaju svakako u najbogatije. 
No, ova društva nisu baš bila toliko romantična, kako bi se pomislilo na prvi pogled. Bila su to i društva koja su prakticirala ropstvo, imali su niz neobičnih običaja, a bilo je i ljudožderstva. McDowell drži da su antropofagiju prakticirala mnoga Sjeverozapadna plemena, tajno društvo hamatsa kod Kwakiutla ostatak je tih običaja. Običaje antropofagije Kwakiutla izučio je Jim McDowell, i opisao u svom djelu Hamatsa: The Enigma of Cannibalism on the Pacific Northwest Coast. Heinrich Zimmerman, njemački mornar što je služio na "Resolution" u kapetana Jamesa Cooka, piše u svom publiciranom žurnalu za Mowachaht Indijance sa zaljeva Nootka na otoku Vancouver da "suše ljudsko meso koje su jeli s užitkom i molili ih da probaju i oni".  
O brutalnostima nekih običaja Sjeverozapadnih Indijanaca piše i engleski kapetan James Strange, koji 1778. posjećuje Nootka Sound, kojemu je Callicum, zet poznatog poglavice Maquinna, pokušao prodati tri šake i glavu, govoreći mu da je to dobro za jesti. O običajima kanibalizma stizale su vijesti sa sviju strana svijeta. U Americi je, izgleda, bilo kanibalizma u raznim kulturnim područjima. 
Nalazimo ga i kod Irokeza, gdje se provodilo kod Mohawk Indijanaca, a možda i drugih plemena, ali prije uspostave saveza Haudenosaunee. Na preriji ga znamo kod Pawnee Indijanaca, a Dr. William Jones, kaže da su ga poznavali i Leech Lake Chippewa. Kod Skidi-Pawnee Indijanaca, običavali su žrtvovati djevojke Jutarnjoj zvijezdi Ho-Pir-i-Kuts (Morning Star), kasnije je ovo ukinuo poglavica Petalesharo. Pawnee pripadaju porodici kadojskih Indijanaca, srodni su Caddoima, i za njih se zna da su prakticirali kanibalizam i žrtvovanja. Pawnee su bili jedino prerijsko pleme koje je prinosilo ljudske žrtve, sjeverno od Meksika. Kanibalizam su Pawnee donesli sa sobom vjerojatno iz zemlje Caddo Indijanaca. Ratnik koji se u borbi pokazao hrabro Pawnee-neprijatelju bit će najvjerojatnije pojeden. Plemena Pawnee i njima nesrodni Shawnee iz grupe Algonquian, upravo su na zlu glasu zbog kanibalizma. Svladanom neprijatelju Pawnee će pojesti i srce i mozak, hrabrost neprijatelja, vjeruju oni, preći će tako na njih. Mozak se jeo kao bi se stekla inteligencija neprijatelja. Sličnih običaja nalazimo kod raznih plemena širom svijeta. 
Ovaj obrazac jedenja srca i mozga ubijenog neprijatelja nalazimo kod svih lovaca na glave, i veoma poznatih Dajaka iz Azije i strašnih Carib Indijanaca iz Malih Antila. Ništa manje opasni bijahu i veoma civilizirani Asteci, kod kojih se srce žrtvovalo bogovima, a meso bi bilo razrezano i razdijeljeno narodu. Mitove o kanibalizmu nalazimo širom Amerike, sve do Ognjene Zemlje gdje se govori o divu-ljudožderu. 
Endokanibalizam, jedan je od oblika antropofagije koje nalazimo kod plemena Južne Amerike, spominje se kod nekih Yanomama iz Roraime, kod njima udaljenih Indijanaca Maxubi u Rondôniji o kojima piše nesretni Fawcett, pa dalje kod Panoan plemena Amahuaca, s čime je bila upoznata Gertrude Evelyn Dole (1915-2001).

## Kulturna područja

### Sjevernoamerički Indijanci
Zemljopisno-klimatski uvjeti uvjetovali su nastanku više kulturnih pojaseva na području Sjeverne Amerike.
- Subarktički Indijanci (vidi[neaktivna poveznica]) (Subarctic Indians), u Kanadi i Aljaski, gdje nalazimo plemena Atapaskana i Algonquian Indijanaca. Najpoznatija plemena toga područja su Montagnais, Atikamekw,  Naskapi, Cree, Chipewyan, Dogrib, Beaver, Carrier, Slavey, Han, Tutchone, plemena Kutchin (Takkuth-kutchin, Vunta-kutchin, Tranjik-kutchin, Kutcha-kutchin, Natsit-kutchin, Tennuth-kutchin, Tatlit-kutchin, Nakotcho-kutchin, Dihai-kutchin) i Khotana (Ingalik, Tanaina, Ahtena, Koyukon) nadalje Tagish, Tahltan, Sekani, Nahane (s Kaska), Mountain, Hare, Satudene; izumrli Beothuk. Kultura ovih Indijanaca je prilično slična. Njezini česti simboli su krplje, kanu, toboggan, snježne naočale. Odjeća je krznena. Lov i ribolov glavni je oblik privređivanja ovih Indijanaca.

- Indijanci Sjeverozapadne obale (vidi[neaktivna poveznica]) (Northwest Coast Indians). Ovo su bez sumnje najbogatija plemena Indijanaca Sjeverne Amerike. Oni nastavaju područje uz Pacifičku obalu Sjeverne Amerike od Kalifornije na jugu, do zaljeva Yakutat u Aljaski na sjeveru. Predstavnici ove kulture pripadaju velikim skupinama poznatim kao Kwakiutl, Tsimshian, Tlingit, Haida, Bella Coola, Coast Salish i manja plemena iz Kalifornije, Oregona i Washingtona. Društva s juga ovog područja znatno su siromašnija, a i njihove zajednice su znatno manje. Ovom krugu pripada kultura gradnje velikih totema, gradnji cedrovih kuća s krovovima na dvije vode, prekrasno tkanje chilkat-ogrtača (koji su često nevjerojatno skupi), orijentiranost moru, izgradnja drvenih velikih kanua, ropstvo, i nadasve veoma poznate rastrošne svečanosti "potlach".

- Indijanci Platoa (vidi[neaktivna poveznica]) (Plateau Indians). Indijanci s Platoa naseljavaju kraj u području rijeke Columbije. Ovdje je raširena kultura ribara (može se govoriti o pravim ichtyophazima, jedačima riba s veoma slabim zubima) i kopačima korijenja camas i shanataque (ili "Indian Thistle" Cirsium edule) Plemena ovog područja pripadaju grupama Shahaptian (Umatilla, Tygh, Tenino, Yakima, Nez Percé, Palouse,  Walla Walla), Waiilatpuan (Cayuse, Molala), Salishan (Shuswap, Lillooet, Ntlakyapamuk, Spokane, Coeur d’Alêne, Kalispel, Okanogan, Nespelem), Kitunahan (Kutenai), Chinookan (Wasco Wishram i Dog River Indijanci ili Cascade), Lutuamian (Modoc, Klamath) i Athapaskan (Nicola ili Stuwihamuk; koji danas govore thompson jezikom).  Oni su se sezonski pokretali u potrazi za ribom i biljem.

- Kalifornijski Indijanci (http://cache.eb.com/eb/image?id=5537&rendTypeId=4%5Bneaktivna+poveznica%5D vidi) (California Indians). Kako samo ime kaže ova plemena naseljena su u Kaliforniji i imaju sami za sebe tipičnu kulturu sakupljača žira. Ipak treba naglasiti da ne pripadaju sva kalifornijska plemena ovoj grupi, jer su neki predstavnici Indijanaca Sjeverozapadne obale. Ova pleme više-manje su malena, podijeljena po brojnim plemenima i oskudno obučena. Prijateljica i dobra poznavateljica Indijanaca Eva Lips, navodi da su sva ova plemena veoma dobro uhranjena, na tome zahvaljuju žiru od kojega naročitim postupkom dobivaju brašno i peku pogačice  'acorn bread', odnosno kruh od žira. Glavna plemena su: Maidu, Miwok, Chumash, Yokuts, Shasta, Chimariko, Achomawi, Atsugewi, Yana, Yahi, Wintu, Nomlaki, Patwin, Yuki, Pomo, Wappo, Nisenan, Costanoan, Salinan, Esselen, Kitanemuk, Akwa’ala, Ipai, Tipai, Kamia, Cupeño, Luiseño, Cahuilla, Juaneño, Gabrieleño, Nicoleño, Fernandeño, Serrano.

- Indijanci Velikog Bazena (vidi  Arhivirana inačica izvorne stranice od 20. lipnja 2006. (Wayback Machine)) (Great Basin Indians). U području Velikog slanog bazena naseljena su (u zapadnim predjelima, Nevada) siromašna sakupljačka plemena Šošona koji su u stvari bili "noga"-Indijanci. Oni su neprekidno bili u pokretu za hranom, bobicama, korijenjem, raznim plodovima, sitnom divljači i drugim. Jelo se bukvalno sve. Istočno od njih u područjima Utaha,  Wyominga i Colorada Indijanci su posjedovali konje pa su se formirali u pljačkaške bande. Oni su bili puno mobilniji i opasniji od svojih zapadnih rođaka. Ove Šošone klasificiraju u Numic-govornike. U Zapadne Numic-govornike ubrajaju se: Northern Paiute, Owens Valley Pajuti, dvije grupe Mono Indijanaca i pleme Bannock iz Idaha. Središnjoj skupini Numica pripadaju Western Shoshoni, Indijanci Panamint ili Koso, Gosiute, Wind River (njihov su ogranak Komanči (Comanche)), i Indijanci Weber Ute (tako krivo nazivani jer ne pripadaju u Ute). U Southern (ili Južne) Numic-govornike pripadaju: Northern Ute, Southern Ute, Tumpanogots, Pahvant, Fish Lake Juti, Red Lake Juti, Kawaiisu, i bande Južnih (Southern) Paiuta: Las Vegas Pajuti, Shivwits, Uinkarets, Moapa i Chemehuevi.

- Jugozapadni Indijanci (vidi[neaktivna poveznica]) (Southwest Indians). Jugozapadni Indijanci nastanjuju krajeve američkog Jugozapada od New Mexica preko Arizone do donjeg toka Colorada. Ovdje zapravo nalazimo ratarsko stanovništvo iz grupe Yumanskih i Pimanskih plemena, kao i posebnu grupu seoskih plemena s pueblo kulturom. U pueblo ili seoska plemena ubrajaju se Zuñi, šošonsko pleme Hopi i plemena grupe Tanoan. Apačka plemena kao i Papago su nomadi.

- Prerijski Indijanci (vidi  Arhivirana inačica izvorne stranice od 12. ožujka 2007. (Wayback Machine)) (Plains Indians). Oni su stanovnici prerija, područja od rijeke Saskatchewan na sjeveru do južnog Teksasa. Ovamo pripadaju najslavnija plemena američkih domorodaca. Oni su nomadski jahači i lovci na bizone. Budući da su navikli na prostranstva i lutanja, pružali su najžešći otpor bijelim naseljenicima. Predstavnici su im sa sjevera na jug: Plains Cree,  Assiniboin, Blackfoot ("Crna Stopa"), Gros Ventre, Hidatsa, Vrane (Crow), Mandan, Cheyenne, Arikara, Teton, Santee Sioux, Arapaho, Omaha, Pawnee, Kiowa, Comanche.

- Indijanci Sjeveroistočnih šuma (vidi[neaktivna poveznica]) (Northeast Woodland Indians). Indijanci Sjeveroistočnih šuma pripadaju porodicama Iroquoian i Algonquian. To je domovina "wigwama", velikih drvenih kuća opasanim palisadama. Oni su lovci i ribari ali i uzgajivači kukuruza. Odavde su došle i kokice "pop corn" koje su Irokezi nosili sa sobom prilikom odlaska u višednevne lovove ili ratne pohode. Najpoznatija plemena ovog područja su Irokezi (Iroquois), Huron Indijanci, Erie, Susquehanna, Wappinger, Wampanoag, Mahican (poznati Mohikanci), Metoac, Powhatan (kod nas poznati po crtiću o djevojci Pocahontas), Nanticoke, Conoy, Pennacook i drugi.

- Jugoistočni Indijanci (vidi[neaktivna poveznica]) (Southeast Indians). Ovo područja Na slici Jacquesa Le Moyne (1564) Timucua Indijanci love ribu obuhvaća jugoistok Sjeverne Amerike, od atlantske obale na zapad do istočnog Texasa, na sjever do unutrašnjosti Virginije. Jugoistočna plemena su seosko ratarsko stanovništvo. Ovdje su na cijeni kukuruz i njegova svečanost "Green Corn Dance" ili "Ples zelenog kukuruza". Neka od ovih plemena poznavali su i hambare u koje, po Evi Lips, "nije mogao ući ni miš". Plemena ovog područja pripadaju porodicama Muskhogean (po novijoj ortografiji Muskogean), Natchesan, Caddoan, Siouan, Attacapan, Chitimachan i Tonikan. Glavna plemena su: Creek, Seminole, Timucua, Juči, Biloxi, Chitimacha, Atakapa, Tunica, Natchez, Choctaw, Chickasaw, Akokisa, Hasinai, Adai, Taensa, Kadohadacho, Natchitoches, Chakchiuma, Pascagoula, Bayogoula, Avoyel, Chawasha, Washa, Chatot, Chiaha, Yamasee, Fresh Water, Ais, Calusa, Tequesta, Jeaga, Cusabo, Congaree, Cape Fear, Waxhaw, Winyaw, Cherokee, Woccon, Manahoac, Tutelo, Monacan, Eno, Sugeree, Catawba, Nahyssan, Hitchiti, Koasati, Alabama, Tohome, Eufaula, etc.

- Mezoamerički Indijanci: Amuzgo, Cakchiquel, Ch'ol Maya, Matlatzinca, Mixe, Mixtec, Nahuatl/Aztec, Itza Maya, Oaxaca Chontal, Pipil, Popoluca, Tabasco Chontal, Tlahuica, Toltec, Yucatan Maya, Zapotec, Zoque

- Indijanci karipskog područja: pripada mu Veliki i Mali Antilijužni diio Srednje Amerike i jug Floride. Plemena: Arawak, Boruca, Bribri, Cábecar, Carib, Changuena, Corobici, Cueva, Cuna, Dorasque, Garifuna, Guajiro, Guaymí, Guetar, Inyeri, Island Carib, Maleku, Miskito, Move, Murire, Paraujano, Pech, Rama, Shebayo, Taino, Teribe, Voto.

### Indijanci Srednje Amerike
- Središnji Meksiko (Central Mexico) Predstavnici: Nahuatl, Otomí, Chontal, Ixcatec, Tarascan, Mixtec, Zapotec.
- Obala Vera Cruza (Vera Cruz Coast) Predstavnici:  Totonac, Tamaulipec, Huastec, Popoluca.
- Poluotok Yucatan (Yucatan Peninsula) Predstavnici: Yucatec, Mazatec, Mopán.
- Južne ravnice (S: Lowlands) Predstavnici: Zoque, Tzeltal, Tzotzil, Lacandon, Quiché, Ixil, Itzá, Misquito, Jicaque.
- Južne planine (S. Highlands) Predstavnici: Pipil, Xinca, Achi, Lenca, Nicarao, Nicoya, Ulva, Rama, Boruca, Guaymí, Cuna, Talamanca.
- Veliki Antili (Greater Antilles) Predstavnici: Ciboney, Sub-Taino, Taino, Ciguayo, Guanahatabey
- Mali Antili (Lesser Antilles) Predstavnici: Island Carib, Igneri.

### Južnoamerički Indijanci
- Sjever (Northern) Predstavnici: Choco, Chibcha, Caquetio, Tairona, Guajiro, Mompox, Timote, Achagua, Yaruro, Otomaco, Guamontey, Guahibo, Saliva, Cumanagoto.
- Gvajansko gorje (Guiana Highlands) Predstavnici: Arawak, Warao, Galibi, Tirio, Wapishana, Oyana.
- Amazon (Amazon) Predstavnici: Bora, Cubeo, Yanomami, Wai-Wai, Jívaro, Barauana, Apalaí, Tupinamba, Yagua, Xipibo, Kanamari, Maue, Munduruku, Kayapo, Amahuaca, Mashco, Tacana, Siriono, Chiquito, Paressi, Nambikwara, Bakairi.
- Brazilsko visočje (Brazilian Highlands) Predstavnici: Xavante, Boróro, Guato, Guarani, Tupí, Kaingang, Tupinamba, Botocudo, Caiapós do Sul, Xakriaba
- Ande (Andes) Predstavnici: Aconipa, Cayapa, Manta, Tumbes, Huancavilca,  Chincha, Huanca, Quechua, Aymara, Atacama, Diaguita, Mapuche.
- Gran Chaco (Gran Chaco) Predstavnici: Chiriguano, Zamuco, Chamacoco, Lengua, Toba, Mataco, Chane, Chulupi, Mocovi, Tonocoté, Abipón
- Pampas (Pampas) Predstavnici: Huarpe, Charrua, Chana-Mbegua, Querandi, Minuane, Puelche, Pehuenche, Poya, Tehuelche.
- Ognjena zemlja (Tierra del Fuego) Predstavnici: Chono, Alacaluf, Yahgan, Ona, Haush.

O tajnim obredima, licima, mitovima i figurama južnih patagonskih naroda pisao je čilsko-hrvatski povjesničar Sergio Laušić Glasinović.

## Popis plemena
- Dodatak:Popis etnonima domorodačkih plemena Amerike
- Dodatak:Popis indijanskih plemena po kulturnim područjima
- Klasifikacija plemena američkih Indijanaca: Aconipa-Caraja
- Klasifikacija plemena američkih Indijanaca: Carib-Lutuami
- Klasifikacija plemena američkih Indijanaca: Machacali-Salinan
- Klasifikacija plemena američkih Indijanaca: Salish-Zuñi
- Glavne grupe i porodice Indijanaca

## Brojnost
Danas na američkom kontinentu živi oko 52 000 000 Indijanaca, oko 125 000 000 mestika i oko 801 000 zambosa.
- Meksiko 14 314 119[8]
- Peru 13 800 000[9]
- Bolivija 6 000 000[10]
- Gvatemala 5 400 000[11]
- Ekvador 3 400 000
- SAD 2 900 000[12]
- Čile 1 714 677[13]
- Kolumbija 1 400 000[14]
- Kanada 1 200 000[15]
- Brazil 700 000[16]
- Argentina 600 000[17]
- Venezuela 524 000[18]
- Honduras 520 000[19]
- Nikaragva 443 847[14]
- Panama 204 000[20]
- Paragvaj 95 235[21]
- Salvador oko 70 000[22]
- Kostarika oko 60 000[23]
- Gvajana oko 60 000[24]
- Grenada oko 51 000[25]
- Belize 24 501 Maja[26]
- Francuska Gvajana oko 19 000[27]
- Surinam od oko 12 000 do oko 24 000

## Poveznice
- Glavne grupe i porodice Indijanaca A-L
- Glavne grupe i porodice Indijanaca M-Ž
- Jezične porodice indijanaca
- Indijanski rezervati
- Poznati Indijanci

### Wikipedije na indijanskim jezicima

#### Sjeverna Amerika
- algonkinske
  - cr: na cree-u/nēhiyaw jeziku
  - chy: na čejenskom/tsetsêhestâhese jeziku
- atabaskanske
  - na navaju/diné bizaad jeziku
- irokeške
  - chr: na čirokijskom

#### Srednja Amerika
- uto-aztečke
  - nah: na nahuatlu/nawatlahtoli jeziku

#### Južna Amerika
- aymaranske
  - ay: na aymaranskom/aymar aru jeziku
- kečuanske (quechua)
  - qu: na kečuanskom/runa simi jeziku
- tupijske
  - gn: na guaranskom/avañe'e) jeziku
  - gn: na tupijskom/abanhe'enga jeziku
- muskogeanske
  - mus: na creek/muskoke jeziku
  - cho: na choctaw/chahta jeziku

### Ostali projekti
|  | Zajednički poslužitelj ima stranicu o temi Indijanci |

## Isprika zbog genocida
Senat SAD-a prihvatio je rezoluciju kojom se službeno ispričavaju američkim Indijancima za sve zločine koje su nad njima počinili.

To isto je učinila i Kanada.

## Galerija
- Abenaki, porodica Algonquian
- Apač, (Nana). porodica Athapaskan, Jugozapad SAD-a
- Apalachee (poglavica Gilmer Bennett), porodica Muskhogean
- Arapaho, porodica Algonquian
- Assiniboin, porodica Siouan
- Atsina ili Gros Ventre, porodica Algonquian.
- Aymara
- Bannock (porodica Shoshonean), Idaho
- Beothuk (žena; Shanawdithit), porodica Beothukan, Kanada
- Brothertown, (Lester Skeesuk; Narragansett-Mohegan), porodica Algonquian
- Cahuilla, porodica Shoshonean, Kalifornija
- Kali'na
- Catawba, porodica Siouan.
- Cayuse, porodica Waiilatpuan
- Chemehuevi (dječak), porodica Shoshonean
- Cherokee demonstrira sa puhaljkom (selo Ocanaluftee), porodica Iroquoian
- Cheyenne, Southern, porodica Algonquian
- Chickasaw (mladi ratnik), porodica Muskhogean.
- Choctaw s tradicionalnom frizurom, porodica Muskhogean
- Clallam s kanuom, porodica Salishan
- Comanche, Teksas. Porodica Shoshonean
- Cowichan, porodica Salishan
- Cree (skupina Plains Cree), porodica Algonquian
- Lumbee (Croatan; lijevo) s američkom kongresnicom, porodica Algonquian
- Crow izviđač, porodica Siouan
- Delaware, porodica Algonquian
- Diegueño, porodica Yuman
- Flathead, porodica Salishan
- Gabrieleño, porodica Shoshonean
- Gavião do Pará‎
- Haida žena sa nosnim ukrasom. porodica Skittagetan
- Havasupai djevojka, porodica Yuman.
- Hesquiaht, porodica Wakashan
- Hidatsa, porodica Siouan
- Hopi, Arizona (zmijski svećenik. Porodica Shoshonean.
- Hualapai, porodica Yuman
- Iowa, porodica Siouan
- Japreria (i Hellmuth Straka)
- Kiowa, porodica Kiowan
- Kiowa Apache, porodica Athapaskan.
- Klamath, porodica Lutuamian
- Klickitat, porodica Shahaptian
- Kutenai, porodica Kitunahan
- Kwakiutl, porodica Wakashan
- Laguna, porodica Keresan
- Lummi, porodica Salishan
- Makah ribari, porodica Wakashan (skupina Nootkan)
- Mandan, porodica Siouan
- Mapuche (poglavica Pincen)
- Maricopa, porodica Yuman
- Maya, porodica Mayan
- Mescalero Apači, porodica Athapaskan
- Micmac, Kanada, porodica Algonquian
- Modoc žene (u društvu dvojice bijelaca), porodica Lutuamian
- Mohave, porodica Yuman
- Múra (Brazil)
- Musqueam, porodica Salishan
- Navaho, porodica Athapaskan
- Nez Percé, porodica Shahaptian
- Nootka žena (sa nosnim ukrasom), porodica Wakashan.
- Ntlakyapamuk, porodica Salishan
- Ocaina
- Oyana
- Okanagon, porodica Salishan
- Omaha, porodica Siouan
- trojica Osage, porodica Siouan
- Oto, porodica Siouan
- Paiute, porodica Shoshonean
- Palouse, porodica Shahaptian
- Pataxó (Brazil)
- Penobscot, porodica Algonquian
- Pomo djevojka, porodica Kulanapan
- Ponca, porodica Siouan
- Potawatomi, porodica Algonquuian
- Quahatika, porodica Piman
- Quinault, porodica Salishan
- Sarsi, porodica Athapaskan
- Sauk and Fox, porodica Algonquian
- Shoshoni, porodica Shoshonean
- Sioux (Gall), pleme Hunkpapa, porodica Siouan
- Skokomish, porodica Salishan
- Squawmish, porodica Salishan
- Stalo, porodica Salishan
- Suquamish, porodica Salishan
- Taraski, porodica Tarascan
- Terena ili Tereno (Brazil)
- Tewa, pleme San Ildefonso, porodica Tanoan.
- Tlingit, porodica Koluschan
- Tlingit, pleme Taku, porodica Koluschan
- Tonkawa, porodica Tonkawan
- Tunebo
- Umatilla, porodica Shahaptian
- Uru (jezero Titicaca)
- Ute, porodica Shoshonean
- Walla Walla, porodica Shahaptian
- Washo, porodica Washoan.
- Wichita žene, kadojska porodica
- Winnebago djevojka, siuska porodica
- Wishram, porodica Chinookan
- Xerente (Brazil)
- Yagua (Peru)
- Yanomami
- Yaqui, porodica Taracahitian.
- Yuma, porodica Yuman
- Yurok, porodica Weitspekan
- Zapotec (Benito Juarez), porodica Zapotecan, Meksiko
- Zuñi, porodica Zunian.

## Vanjske poveznice
- Hodge, Handbook of North American Indians North of Mexico, vol. I
- Hodge, Handbook of North American Indians North of Mexico, vol. II
- 1000 Indian Nations Online  Arhivirana inačica izvorne stranice od 19. ožujka 2008. (Wayback Machine)
- Edward S. Curtis's The North American Indian: Photographic Images
- North American Indian Tribes
- Native Languages of the Americas: List of Native American Indian Tribes and Languages
- North American Indian - Population Records
- Indianer Welt
- Hugo Chavez traži da se Papa ispriča Indijancima  Arhivirana inačica izvorne stranice od 10. lipnja 2007. (Wayback Machine)
- Makedonskoj policiji došli pomoći američki Indijanci  Arhivirana inačica izvorne stranice od 13. svibnja 2007. (Wayback Machine)
- Flags of the Native American Peoples of the US
- Organizacije indijanskih zajednicâ
- NativeCelebs
- Grupos Indígenas  Arhivirana inačica izvorne stranice od 26. veljače 2009. (Wayback Machine)